# Francesc Xavier Ten i Costa
Francesc Xavier Ten i Costa   (Calella, 15 de maig de 1968) és un actor de teatre i televisió i polític català.
Nascut a Calella, Maresme, va estudiar Filologia catalana a la Universitat de Girona, d'on va ser cap del servei Publicacions des del 1992 fins al 2015. També va estudiar a l'escola de teatre El Galliner de Girona. La seva carrera d'actor inclou diverses obres de teatre i papers a les sèries de televisió de Televisió de Catalunya El cor de la ciutat, La Riera i Ventdelplà.
Va ser coordinador d'arts escèniques de l'Ajuntament de Girona i coordinador del Departament de Cultura a Girona. És regidor a Tortellà per Convergència des del 2015.
A les eleccions al Parlament de Catalunya de 2017 fou escollit com a diputat amb la llista de Junts per Catalunya. Repetí com a diputat a les eleccions de 2021 i 2024. El juliol de 2024 fou nomenat Senador al Senat espanyol.
Des d'octubre de 2024 és encarregat de la vocalia de defensa i promoció de la llengua del seu partit.